# Rannée
Rannée (bretonisch: Radenez; Gallo: Ranaé) ist eine französische Gemeinde mit 1.081 Einwohnern (1. Januar 2022) im Département Ille-et-Vilaine in der Region Bretagne. Sie gehört zum Arrondissement Fougères-Vitré, zum Kanton La Guerche-de-Bretagne und zum Gemeindeverband Vitré Communauté. Die Einwohner werden Rannéens genannt.

## Geografie
Rannée liegt etwa 50 Kilometer südöstlich von Rennes im Osten der Bretagne. Hier entspringt der kleine Fluss Ardenne. Umgeben wird Rannée von den Nachbargemeinden La Guerche-de-Bretagne im Norden, Availles-sur-Seiche und La Selle-Guerchaise im Nordosten, Fontaine-Couverte und Brains-sur-les-Marches im Osten, Saint-Aignan-sur-Roë und La Rouaudière im Südosten, Chelun und Forges-la-Forêt im Süden, Retiers, Drouges, Moussé und Arbrissel im Westen sowie Visseiche im Westen und Nordwesten.

## Bevölkerungsentwicklung
| Jahr                      | 1962 | 1968 | 1975 | 1982 | 1990 | 1999 | 2006 | 2013 |
| Einwohner                 | 1163 | 1160 | 1114 | 1115 | 1109 | 1111 | 1153 | 1121 |
| Quelle: Cassini und INSEE |      |      |      |      |      |      |      |      |

## Sehenswürdigkeiten
- Kirche Saint-Crépin-Saint-Crépinien aus dem 12. Jahrhundert, seit 1974 Monument historique

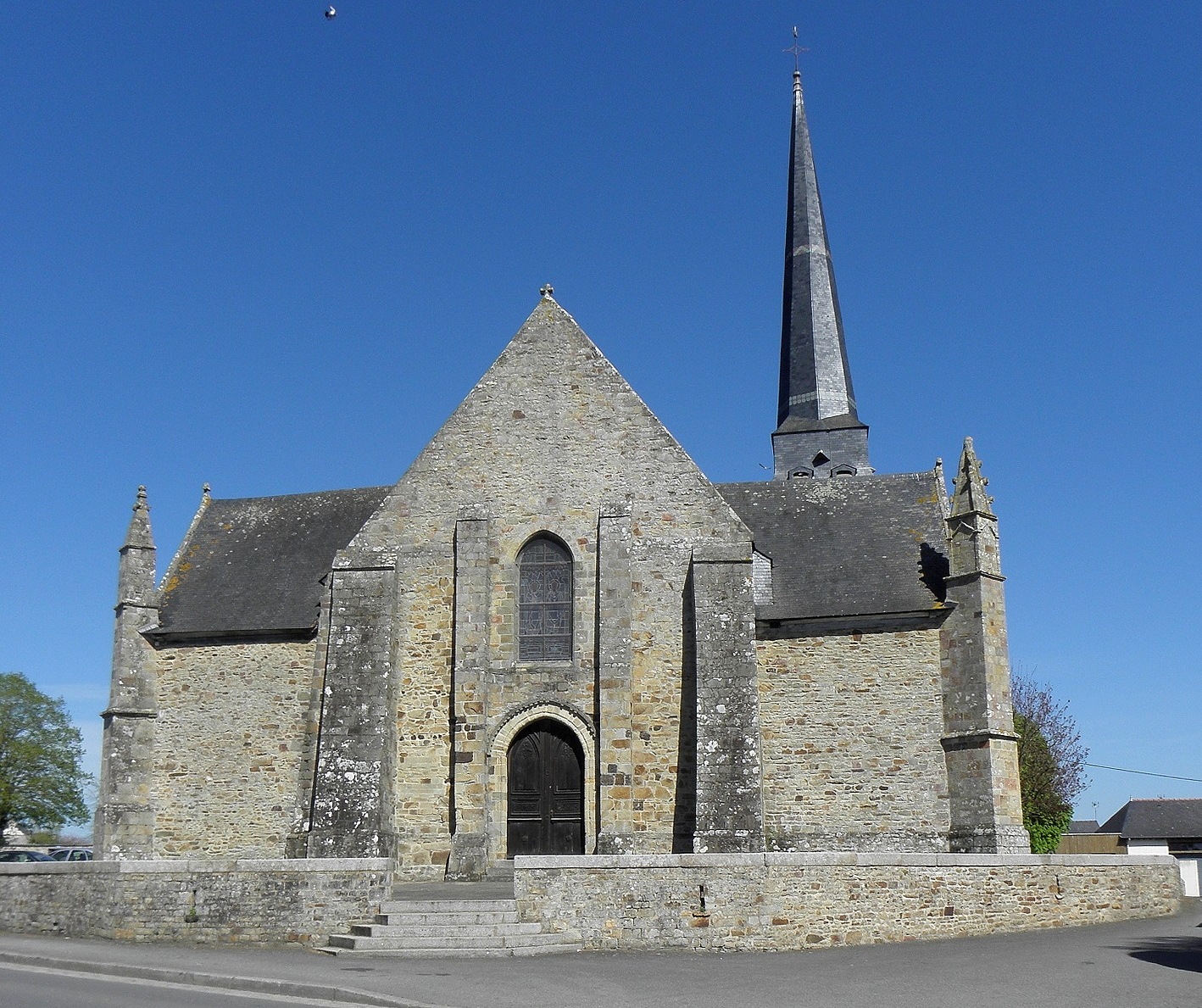
Kirche Saint-Crépin-Saint-Crépinien